# Dominique Sampiero
Pour les articles homonymes, voir Jean-Claude Lefebvre et Sampiero.
 (septembre 2018).
Jean-Claude Lefebvre, plus connu sous le pseudonyme de Dominique Sampiero, né le 15 novembre 1954 au Quesnoy dans l'Avesnois, est écrivain, scénariste et poète français.

## Biographie
Jean-Claude Lefebvre, alias Dominique Sampiero est issu d'un milieu ouvrier dont il continue de partager les valeurs et l'engagement, il est resté fidèle à sa région natale et qui nourrit son travail de romancier et de poète.
Élève à l’école normale d'instituteurs de Douai, il commence à écrire à l'âge de 16 ans et devient instituteur à l'âge de 22 ans.
Il crée en 1985 la revue d'art et de poésie 15 / 10 qui réunira poètes, peintres et graphistes et organisera un concours annuel de poésie en publiant quelques recueils.
Après avoir été directeur d’école maternelle, il quitte l'Éducation nationale en septembre 1999 pour se consacrer entièrement à l'écriture,.
Il est notamment connu pour l'écriture de deux scénarios de longs métrages, réalisés par Bertrand Tavernier : Ça commence aujourd'hui (prix FIPRESCI de la Berlinale 1999 et prix du public au Festival international du film de Saint-Sébastien) et également Holy Lola en 2004, adaptation de son roman du même nom écrit en collaboration avec Tiffany Tavernier.

### Vie personnelle
Il a été l'époux de Tiffany Tavernier, avec qui il a eu une fille, Olivia. Il est marié aujourd'hui à Christel Duchemann avec qui il a eu un fils, Samuel.

## Distinctions
Auteur de nombreux romans et de nombreuses proses poétiques, Dominique Sampiero reçoit le prix du roman populiste pour Le Rebutant (Gallimard, « L'un et l'autre », 2003), le prix Max-Pol-Fouchet pour La Vie pauvre (éd. La différence, 1992) et le prix Sorcières pour P'tite Mère (Rue du monde, 2002).
Puis, il reçoit en 2014 le prix Robert Ganzo (décerné par le festival Étonnants Voyageurs pour l'ensemble de son œuvre) et notamment pour son recueil La vie est chaude (Bruno Doucey, 2013).

## Œuvres

### Textes brefs - Poésie
Groupe Gallimard
- Un livre s’écrit tôt le matin (2000. L’arbalète)
- L'Idiot du voyage (2001. L’arbalète)
- Celui qui dit les mots avec sa bouche (2002. L'arbalète)

Éditions Lettres Vives
- La Fraîche Évidence (1995)[10]
- Les Pluies battantes (1996)
- Retour au sang (1997)
- La Chambre au milieu des eaux (1998)
- Le Ciel et l’Étreinte (1999)
- Sainte Horreur du poème (2001)
- Patience de la blessure (2002)
- Carnet d’un buveur de ciel (2007)
- Le Maître de la poussière sur ma bouche (2009)
- Bégaiement de l’impossible et de l’impensable (2012)[4]

Chez d’autres éditeurs
- Sève, la nuit des Sources (1987. Cahiers Froissart)
- Pluriel Silence (1988. Unimuse. Prix Casterman)
- L'Homme suspendu (1989. Ed Kupfermann. Prix Rutebeuf)
- Terre pour une légende (1991. Cheyne. Prix Kowalski)
- La Vie pauvre (1992. La Différence. Prix Max-Pol Fouchet)
- Lettre par la fenêtre (1995. Dumerchez)
- La Claire Audience (1995. Cherche-Midi)
- Épreuve de l’air (1998. Éditions du Laquet[11])
- La Chair de l’image (1998. Paroles d’Aube)
- La Page claire (1999. Alfil)
- Âme sœur (2001. Marais du Livre éditions)
- Evening Land (2002. Éditions Filigranes. Photos de B. Descamps)
- Étude pour Saint Dominique. Henri Matisse (2011. Éditions Invenit)
- La vie est chaude (2013. Ed B. Doucey). Prix Omar Khayyam. prix Robert Ganzo 2014 pour La vie est chaude et l’ensemble de son œuvre
- Les Jardins endormis (2014. Ed Henri des Abbayes)
- L’Étui noir (2014. Photos de Patrick Devresse. Editions GLC)
- Chambres (2014. Éditions Æncrages and Co)
- Avant la chair (2015. Le Passeur Éditeur, collection Hautes Rives)
- Pensées de porcelaine noire (2016. La Rumeur Libre)
- Opus 1 (2016. Textes poétiques. La rumeur libre)

### Nouvelles
- Centre-ville (1995. Paroles d’Aube)
- Histoires à deux. Ou presque (1995. La Bartavelle)
- Territoire du papillon (2009. Alphabet de l’espace)

### Récits
- La Lumière du deuil (1997. Verdier puis Folio/Gallimard)[12]
- Le Dragon et la Ramure (1998. Verdier puis Folio/Gallimard)
- Le Temps captif (1999. Flammarion)[13]
- Femme buvant dans une cour (2000. Flohic[14])

### Romans
- L'Odalisque (2000. Flammarion)
- Les fruits poussent dans les arbres (2002. Flammarion)
- Le Rebutant (2003. Gallimard)[15]. Prix du Roman Populiste
- Le Dieu des femmes (2004. Grasset)
- Holy Lola (2004. Grasset), en collaboration avec Tiffany Tavernier
- La Petite Présence (2006. Grasset)[16]
- Les Encombrants (2009. Grasset)[17]
- Le Sentiment de l’inachevé (2015. Gallimard)[18]

### Théâtre
- La Révolte des outils (2000. Forbach. Inédit)
- Épreuve de la terre (2000. Production France Culture)
- Femme à la fenêtre (2000. Production France Culture. Inédit)
- Celui qui dit les mots avec sa bouche (2002. Théâtre Molière)
- P’tite Mère (Compagnies Vies à Vies. Avignon 2012)
- La Valse de tes yeux (2013. La compagnie. Mise en voix : Saverio Maligno)
- Tchat Land (2013. Création ferme Bel Ebat)
- Le bleu est au fond (2013. Création en Coglais. Bretagne)
- Sparkling Letters (2014. Création Ligne de front)
- Known unto God ou l’incroyable histoire de monsieur Topowski (2014. Éditions Invenit)

### Essai
- L’Espace du poème (1998. Entretien avec Bernard Noël, P.O.L)

### Littérature jeunesse
- P’tite Mère (2001). France Culture - Les histoires du pince-oreille (Éd. Rue du Monde)[19]. Prix Sorcière 2003. Prix Marguerite Audoux 2004 des collèges
- Poule ou Coq (2001. France Culture. Les histoires du pince-oreille)
- Tête à flaques (2001. France Culture. Les histoires du pince-oreille)
- Contes de la page claire (Alfil éditions. 2001. France Culture. Les histoires du pince-oreille)
- Les anges n’ont pas de sexe (2006. La Martinière Jeunesse) Prix Tatoulu 2007
- Le Jeu des 7 cailloux (2011. Grasset Jeunesse)
- Le Bruit des vagues (2012. Bayard. Je bouquine)
- Malo-Maloup (2013. Création résidence Bretagne)
- Nuit claire (2013. Ville de Guyancourt)
- Les bébés ont un goût salé (2014. Ed Rue du Monde)
- La petite fille qui avait perdu sa langue (2017. Gallimard Jeunesse)

### Scénarios

#### Longs métrages
- Ça commence aujourd’hui (1997)[20],[21], réalisation : Bertrand Tavernier. Prix FIPRESCI de la Berlinale
- Un ange à la mer (1999-2000), réalisation : Frédéric Dumont
- Le Radin (2001), comédie
- Holy Lola (2003), réalisation : Bertrand Tavernier
- Fils unique (2012), réalisation : Miel Van Hoogenbemt. Prix Jeune regard Festival d’Arras)
- Les Mains bleues (2020), réalisation : Bruno Lajara

#### Téléfilms
- Cet été-là (2009), réalisation : Élisabeth Rappeneau (Prod MFP – France 3)

#### Documentaires
- Volcan, mon amour (Production Boréales)
- Métalovoice, Espèce H (2005. réalisation : Philippe Claude et Philippe Lachambre. Productions du Sommeil)
- L'Héritage du silence (2015. sur Jacques Bonnaffé. Production Cercle bleu)

### Écriture et réalisation courts métrages
- Notre Dame des Loques (2004. Prod Jean Rostand. Écriture et réalisation : 8 min)
- On est méchant avec ceux qu’on aime (2010. Prod Jean Rostand. Écriture et réalisation : 12 min)
- La Dormeuse (2013. Prod Association du Pôle. Écriture et réalisation : 13 min)
- Sparkling Letters (2014. Création ligne de front : 13 min)
- Les Âmes craintives (2015. Prod Jean Rostand. Écriture et réalisation : 12 min)

### Livres d'artistes
- Petit Rituel de la terre (1990. Dessins, collages de Michel Le Sage)
- Bruits, tapages, esclandres (1991. Peintures de Jean-Luc Herman. Éditions de la Séranne)
- Cendres de la nuit éteinte (1992. Peintures de Jean-Luc Herman. Éditions de la Séranne)
- Cinq textes de l’épuisement (1992. Impressions sur pierre de Pillard Valère. Éditions de l’Hôte Nomade)
- Livre de l'amante et du sourire (1992. Peintures de Jean-Luc Herman. Éditions de la Séranne)
- Pierre à parer (1993. Impressions sur pierre de Pillard Valère. Éditions de l’Hôte Nomade)
- L'Atelier du regard (1993. Peintures de Jean-Luc Herman. Éditions de la Séranne)
- L’Heure sans ombre (1994. Sérigraphies et cordes de Jean-Pierre Husquinet. Éditions Heads & Legs)
- Vers la terre (1995. Gravures de Marie Alloy. Éditions Le silence qui roule)
- Non (1996. Peintures de Jean Luc Herman. Éditions de la Séranne)
- Rouge de rivière (2000. Peintures de Thierry Le Saec. Éditions l’Atelier)
- L’Intouché de l’ombre (2001. Peintures de Thierry Le Saec. Éditions l’Atelier)
- Bouches cousues (2001. Peintures de Claude Viallat. Éditions Bernard Dumerchez)
- Comme une femme de moineau (2006. Gravures de Gérard Serée. Atelier gestes & traces)
- Nuit et Jour (2012. Impressions de Régis Lacomblez. Éditions Lacomblez)
- Fricot d’azur (2012. Gravures de Francis Beaudelot. Atelier du Prussien)
- Des fleurs comme blessure (2013. Acryliques Jean Michel Marquant. Éditions Ici Nulle part)
- Corps foudre (2013. Eric Coisel. Éditions Ici Nulle part)
- Chambre de givre pour une foule de ciel (2014. Peintures de Georges Badin. Éditions Æncrages and Co)
- Cœur acrylique (2014. Peintures de Jean-Michel Marquant. Éditions Ici Nulle part)
- Groix, île de l’instant (2014. Peintures d’André Jolivet. Voltije Éditions LTD)
- Sagesse du corps assis (2014. Peintures d’André Jolivet. Voltije Éditions LTD)
- Chambre de neige (2014. Peintures de Max Partezana )
- La Folle du jardin (2014. Gravures de Maya Mémin )
- Le Pays de ma chaise (2014. Peintures d’Isabelle Frank. Éditions Ici Nulle part)
- Le Sentiment précis de l’inachevé (2014. Peintures de Marc Feld. Éditions Ici Nulle part)
- Lettre à l’emmuré dans son murmure (2014. Estampes d’Yves Picquet. Éditions Double Cloche)
- Manière noire sur gris de Payne (2014. Gravures de Christine Vandrisse. Éditions d’Emerence)
- Carnet de feuilles mortes (2014. Collages de Max Partezana)
- L’Éblouissement (2014. Gravures de Maya Mémin. Éditions Ici Nulle part)
- Se taire est un jardin (2014. Peintures de Claude Viallat. Éditions Ici Nulle part)
- Couleur quelqu’un (2015. Peintures de Philippe Agostini. Éditions Ici Nulle part)
- Cahier murmurant (2016. Peintures de Claude Viallat. Éditions Ici Nulle part)
- Nord ou Vif (2017. Peintures de Jean-Michel Marquant. Éditions Ici Nulle part)
- La Dormeuse (2017. Peintures de Germain Roesz. Éditions Ici Nulle part)
- Ici me regarde (2017. Peintures de Jean-Marc Brunet. Éditions CMJN)
- Terre à taire (2017. Peintures de Gwenaelle Souffez. Éditions Ici Nulle part)
- Jardin de fenêtre ouverte sur l’ici (2017. Éditions Michel Remaud)
- Toi tu (2017. Peintures de Joris Brantuas. Éditions Ici Nulle part)
- Sparkling letters (2018. Dessins d'Eric Monbel. Éditions Ici Nulle part)
- La Chair du monde (2018. Peintures de Michel Remaud. Éditions Ici Nulle part)